# أفراغولا
أفراغولا (بالإيطالية: Afragola)‏ مدينة جنوب إيطاليا في مقاطعة نابولي ضمن إقليم كامبانيا ، عدد سكانها 62.319 نسمة .

## السكان
في سنة 1861 بلغ عدد السكان 16٬074 نسمة، وتطور العدد ليصل في سنة 2011 لـ 63٬820 نسمة.
يظهر هذا المخطط البياني تطور النمو السكاني لـ أفراغولا

## أعلام
- توني سيرفيلو
- توماسو كابوتو